# Bodhi Elfman
Bodhi Elfman, nato Bodhi Pine Saboff (Los Angeles, 19 luglio 1969), è un attore statunitense.

## Biografia
È figlio del regista, scrittore e attore Richard Elfman e di Rhonda Joy Saboff. 
Negli anni 2010 ha lavorato nelle serie TV Touch e Criminal Minds.
Dal 1995 è sposato con l'attrice Jenna Elfman. La coppia ha due figli, nati nel 2007 e nel 2010.

## Filmografia parziale

### Cinema
- I signori della truffa (Sneakers), regia di Phil Alden Robinson (1992)
- Shrunken Heads, regia di Richard Elfman (1994)
- Nightmare - Nuovo incubo (Wes Craven's New Nightmare), regia di Wes Craven (1994)
- Il ritorno della famiglia Brady (A Very Brady Sequel), regia di Arlene Sanford (1996)
- Slappy - Occhio alla pinna (Slappy and the Stinkers), regia di Barnet Kellman (1998)
- Codice Mercury (Mercury Rising), regia di Harold Becker (1998)
- Godzilla, regia di Roland Emmerich (1998)
- Armageddon - Giudizio finale (Armageddon), regia di Michael Bay (1998)
- Nemico pubblico (Enemy of the State), regia di Tony Scott (1998)
- Gli infiltrati (The Mod Squad), regia di Scott Silver (1999)
- Tentazioni d'amore (Keeping the Faith), regia di Edward Norton (2000)
- Fuori in 60 secondi (Gone in 60 Seconds), regia di Dominic Sena (2000)
- The Shrink Is In, regia di Richard Benjamin (2001)
- Collateral, regia di Michael Mann (2004)
- Funky Monkey, regia di Harry Basil (2004)
- Love Comes to the Executioner, regia di Kyle Bergersen (2006)
- Aliens, Clowns & Geeks, regia di Richard Elfman (2019)

### Televisione
- Una famiglia come tante (Life Goes On) – serie TV, 2 episodi (1991)
- Una bionda per papà (Step by Step) – serie TV, 3 episodi (1994)
- Ink – serie TV, 3 episodi (1997)
- I pirati di Silicon Valley (Pirates of Silicon Valley) – film TV (1999)
- Freedom – serie TV, 12 episodi (2000-2001)
- Leggende Navajo (Coyote Waits) – film TV (2003)
- Un nipote speciale (Fielder's Choice) – film TV (2005)
- Touch – serie TV, 10 episodi (2012-2013)
- Criminal Minds – serie TV, 6 episodi (2015-2017)

## Doppiatori italiani
Nelle versioni in italiano delle opere in cui ha recitato, Bodhi Elfman è stato doppiato da:
- Emiliano Coltorti in The Mentalist
- Alberto Bognanni in Touch
- Oreste Baldini in Code Black
- Gianni Bersanetti in Criminal Minds